# Úmar ibn al-Khattab
Úmar ibn al-Khattab (àrab: عمر بن الخطاب, ʿUmar ibn al-Ḫattāb), també anomenat Úmar I, Úmar el Gran o Úmar el Màrtir (la Meca, vers el 581 - Medina, 4 de novembre de 644), va ser entre els anys 634 a 644 el segon califa de l'islam, successor d'Abu-Bakr as-Siddiq, i primer califa a dur el títol d'amir al-muminín (‘príncep dels creients’). Durant el seu mandat es va fixar la data de l'hègira al 16 de juliol de 622, iniciant-se així el calendari musulmà. Fou un expert jurista, i fou reconegut pel seu tractament com a iguals entre musulmans i no musulmans, fet que li va valer el sobrenom d'al-Faruq (‘aquell que distingeix entre el bé i el mal') i la seva casa com a Dar-al-Àdal (‘Casa de la Justícia’).
Sota el seu regnat, l'Imperi islàmic es va expandir a un ritme sense precedents: annexà tot l'Imperi Sassànida i més de dos terços de l'Imperi Romà d'Orient. La seva capacitat legislativa, el seu ferm compromís polític i el control administratiu propicià la ràpida expansió del seu imperi. Coordinà brillantment múltiples atacs, en diferents fronts, contra l'Imperi Sassànida, fet que produí la seva conquesta en menys de dos anys, va marcar la seva reputació com un gran líder polític i militar. Així mateix, Úmar permeté, per primer cop en 500 anys des de l'expulsió dels jueus de Terra Santa, que aquests poguessin practicar la seva religió lliurement i viure a Jerusalem.
Religiosament, la figura d'Úmar és controvertida: mentre que per als musulmans sunnites Úmar és un dels quatre califes ben guiats successors de Mahoma, per als musulmans xiïtes és un usurpador del califat que havia de correspondre a Alí ibn Abi-Tàlib. Segons les creences xiïtes, Fàtima az-Zahrà, esposa d'Alí i filla de Mahoma, va ser violada per Úmar i es creu que l'esdeveniment fou la causa de l'avortament de Fàtima, el qual conduí aquesta vers la seva mort poc després.

## Biografia
Era fill de al-Khattab ibn Nufayl i Hatma bint Hàixam, la qual pertanyia a la tribu dels Banu Makhzum. En la seva joventut, Úmar s'ocupava de la cura dels camells del seu pare a les planes properes a la Meca. El seu pare era un mercader de classe mitjana, i era respectat per la seva intel·ligència dins la seva tribu; era de caràcter dur i un convençut politeista, i solia maltractar Úmar.
| «                                   | El meu pare al-Khattab era un home despietat que m'emprava per al treball dur; si no complia les taques com ell volia, solia colpejar-me i quan les feia segons els seus designis acabava exhaust. | » |
| — Úmar, tot referint-se al seu pare | |   |

Úmar aprengué a llegir i escriure, cosa poc comuna en els seus temps. Tot i que no fou escriptor, desenvolupà l'estima per la literatura i la poesia. Segons la tradició Quraix, quan Úmar era adolescent aprengué arts marcials, a cavalcar i lluita. De constitució alta i físicament fort, esdevingué un lluitador de renom. Úmar pertanyia al clan dels Banu Adi, el qual era responsable d'arbitrar entre els conflictes de les diferents tribus. Úmar fou designat orador, gràcies a la seva intel·ligència i la seva personalitat sobresortint; després de la mort del seu pare, el substituí com a àrbitre dels conflictes entre tribus.
Paral·lelament, Úmar desenvolupà la professió tradicional dels Quraix. Esdevingué mercader, tot realitzant diferents viatges a Síria, on entrà en contacte amb diversos erudits i conegué la societat romana de prop. Com a mercader, les seves activitats no foren gaire reeixides. Beure alcohol era comú entre els quraix. Úmar fou diverses vegades trobat borratxo en els seus dies preislàmics.
L'any 610 Mahoma començà a predicar el missatge d'Al·là. Com altra gent de la Meca, Úmar també s'oposà a l'islam, defensant la religió tradicional politeista d'Aràbia, i destacà la seva ferma oposició a Mahoma tenint un paper prominent en la persecució dels musulmans. Úmar fou el primer a indicar que Mahoma havia de morir per tal d'acabar amb l'islam. Úmar creia fermament en la unitat dels Quraix i veié en la nova creença islamista una causa de divisió i discòrdia entre ells.
Per la persecució duta a terme pels Quraix, Mahoma ordenà als seus seguidors migrar cap a Abissínia; un petit grup de musulmans migraren. Aquesta migració refermà els pensaments d'Úmar vers la unitat i el futur dels Quraix, fent que aquest resolgués que la millor opció per tal d'evitar aquesta divisió que creà l'islam era assassinar Mahoma.

### Conversió a l'islam
Úmar es convertí a l'islam l'any 616, un any després de la migració cap a Abissínia. Segons la tradició sunnita, recollida en la Sīrah d'Ibn Ishaq, Úmar es dirigí a assassinar Mahoma; en el camí es trobà amb un musulmà que l'indicà que abans havia de posar ordre a casa seva, ja que la seva germana i el seu cunyat s'havien convertit a l'islam. Úmar retornà a casa seva i es trobà sa germana i son cunyat recitant l'Alcorà. Úmar començà a colpejar salvatgement el seu cunyat i quan la seva germana anà a socórrer el seu marit també fou colpejada fins que començà a sagnar; tot veient el que havia fet, es calmà i demanà a sa germana que li donés el que estava recitant. Ella li donà el paper en el qual eren escrits el versos de la sura Ta-Ha. Úmar quedà tan impressionat per aquests versos que acceptà l'islam aquell dia i es dirigí a trobar-se amb Mahoma. Úmar tenia 27 anys quan acceptà l'islam. Seguidament, Úmar es dirigí a informar al cap dels Quraix, Amr ibn Hixam, de la seva conversió a l'islam. D'acord amb la tradició, Úmar començà a pregar obertament a la Kaba, i això que feu que els caps Quraix, Amr ibn Hixam i Abu-Sufyan ibn Harb, el reprovessin amb ira. Aquest fet, segons la mateixa tradició, permeté als musulmans guanyar la confiança suficient per practicar la seva religió obertament. La conversió d'Úmar assentà la posició de poder de l'islam a la Meca, fou després d'ell, que els musulmans pogueren pregar per primer cop obertament a la Mesquita Sagrada de la Meca.
| «                       | L'abraçada d'Úmar a l'islam fou la nostra victòria, la seva peregrinació a Medina el nostre èxit i el seu gest beneït per Al·là; nosaltres no havíem pregat a la mesquita Sagrada abans que Úmar acceptés l'islam, quan ell l'acceptà, els Quraix foren forçats a permetre'ns pregar a la mesquita. | » |
| — Abd-Al·lah ibn Massud | |   |

Tots aquests fets atorgaren a Úmar el títol de Faruq (‘el que marca la diferència’). L'acceptació de l'islam per part d'Úmar provocà una gran adhesió a l'islam i als musulmans.
L'any 622, donada la gran acceptació que té l'islam a la ciutat de Medina (anomenada en aquella època Yathrib, després reanomenada Madínat an-Nabí, o simplement Medina), Mahoma ordenà als seus seguidors migrar cap a la ciutat. Per por a les represàlies dels Quraix, molts musulmans migraren de nit. Úmar, en canvi, ho feu de dia, tot declarant: «Si algú cerca convertir la seva muller en vídua i els seus fills en orfes que vingui a trobar-me darrere aquest escarpat.»
Medina esdevingué el nou centre de l'islam, el qual, a partir d'aquest moment, s'estengué ràpidament per Aràbia. Quan Mahoma arribà a Medina, ajuntà cada immigrant (muhàjir) amb un resident de la ciutat (ansari), d'aquesta manera ajuntà com a germans de fe Úmar amb Muhàmmad ibn Màslama, el qual acabaria sent designat per Úmar cap de finances durant el seu regnat.
A Medina, Úmar es convertí en un dels dos principals assessors de Mahoma, i l'altre en fou Abu-Bakr. Úmar acompanyava el profeta en tota ocasió i Mahoma solia tenir en compte els seus consells, encara que no sempre els seguís. Els musulmans visqueren en pau durant un any a Medina, abans que els Quraix formessin un exèrcit per atacar la ciutat.
El 624, Úmar participà en la primera batalla entre musulmans i quraixites de la Meca: la batalla de Badr; el 625 participà en la batalla de l'Úhud. En la segona fase de la batalla, quan la cavalleria de Khàlid ibn al-Walid atacà els musulmans canviant el curs de la batalla en favor seu, s'estengué el rumor que Mahoma havia mort, fent que molts musulmans se'n retiressin, Úmar entre ells. Amb tot, Úmar va sentir dir que Mahoma encara era viu i anà a la seva cerca al turó de l'Úhud, on preparà amb ell la seva defensa per tal de mantenir l'exèrcit Quraix al pla i aquest mateix any Úmar va participar en la campanya contra la tribu jueva dels Banu an-Nadir i la seva filla Hafsa es casà amb Mahoma.
El 627, Úmar participà en el setge de Medina i en la campanya dels Banu Quraydha. El 628, Úmar participà en la redacció del tractat d'al-Hudaybiyya, en fou un dels testimonis i participà en la campanya de Khàybar. El 629 Mahoma envià Amr ibn al-As a Zaat-ul-Sallasal; un cop allí, aquest va demanar reforços i Mahoma li va enviar tropes amb Abu-Ubayda Àmir ibn al-Jarrah, sota les ordres del qual servien Abu-Bakr as-Siddiq i Úmar. Junt amb el reforços, els musulmans atacaren i derrotaren l'enemic. Participà en un comiat Hajj de Mahoma l'any 631.

### Mort de Mahoma

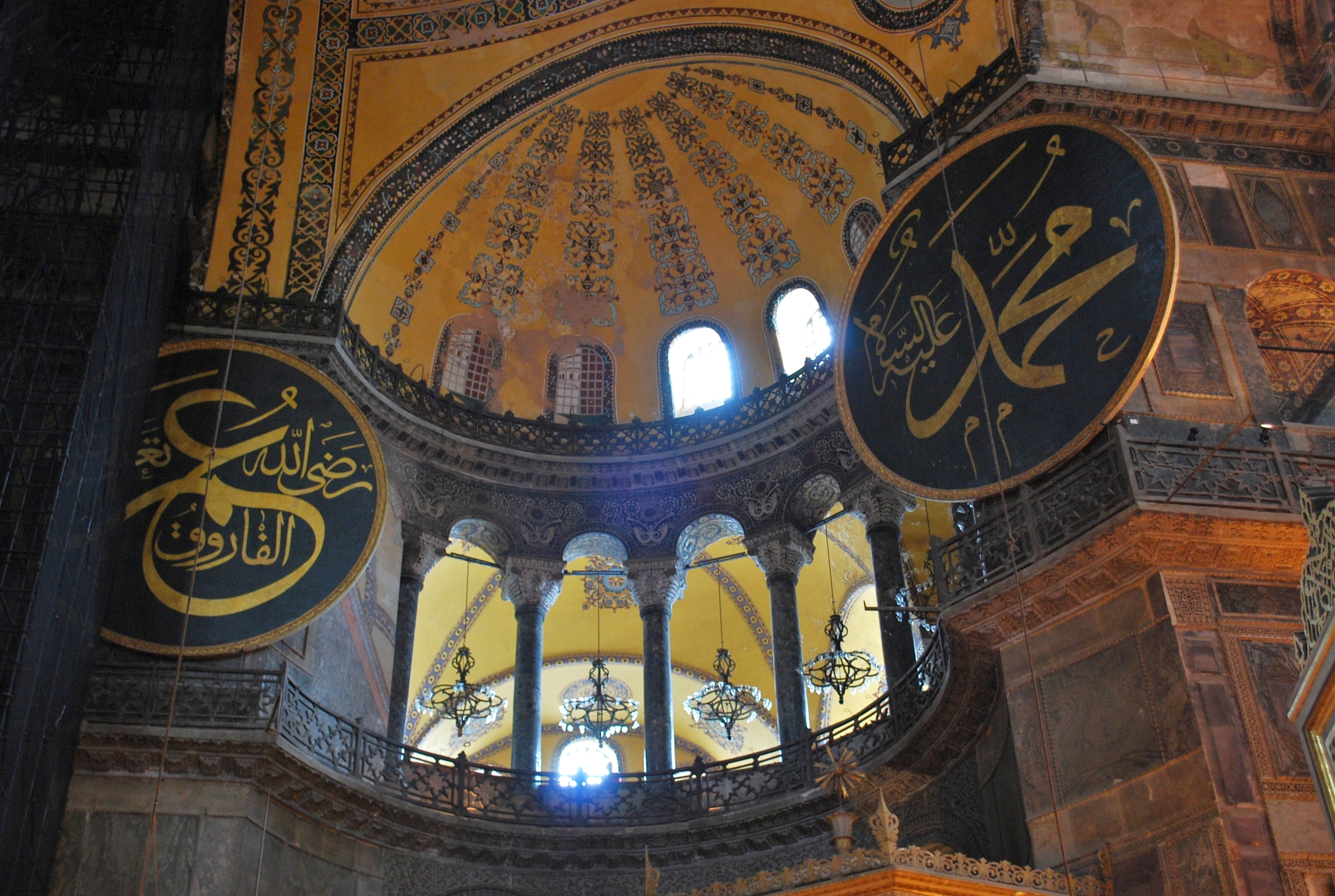
Medallons del cal·lígraf Izzet Efendi representant Úmar ibn al-Khattab i Muhàmmad a Santa Sofia

Mahoma morí el 8 de juny de 632. Umar s'entristí molt en conèixer la notícia; el deixeble devot no podia acceptar la mort del "missatger de Déu". Es diu que va prometre esberlar el cap de qualsevol persona que li digués que Mahoma havia mort. En aquest punt, Abu-Bakr feu el seu conegut discurs als musulmans, en un moment del qual digué:
| « | Si algú ha adorat Mahoma, feu-li saber que Mahoma és mort, però si algú ha adorat Déu, feu-li saber que Déu és viu i que no pot morir. | » |

Dit això, Abu-Bakr recità aquests versos de l'Alcorà:
| « | Mahoma no és sinó un missatger; missatgers (com ell) han mort abans que ell. Si, llavors, ell mor o és assassinat, et giraries sobre les teves petjades? | » |

Escoltant aquestes paraules d'Abu-Bakr, el més gran deixeble de Mahoma, Umar caigué de genolls amb gran dolor, tot acceptant la realitat. Els musulmans sunnites diuen que la negació de la mort de Mahoma per part d'Úmar és fruit pel seu profund amor vers aquest.

## Creació del califat
Úmar es convertí en un dels principals arquitectes del «califat dels raixidun», format després de la mort de Mahoma.
Mentre els preparatius del funeral de Mahoma eren arranjats, un grup de seguidors seus, nadius de Medina, els ansar ('ajudants'), organitzaren un encontre als afores de la ciutat sense incloure-hi els muhàjirs ('els immigrants'), entre els quals hi havia Úmar. Úmar va tenir notícies de la preparació de la reunió, i prenent dos companys muhàjirs, Abu-Bakr i Abu-Ubayda ibn al-Jarrah, es presentaren a la reunió, presumiblement amb la intenció de desarticular els plans dels Ansar de dominar políticament l'islam. En la reunió, els cabdills muhàjirs torbaren l'oposició de les tribus Ansar a acceptar el seu lideratge. Amb tot, Úmar continuà pensant que el control del califat havia d'estar en mans dels muhàjirs. Malgrat l'oposició de la tribu Khàzraj, Úmar inicià converses amb els Ansar. Aquestes foren tenses i dures; Úmar, brillantment, aconseguí dividir la unió inicial dels Ansar, separant-los en les antigues faccions tribals d'Aws i Khàzraj. Tot explotant la divisió que ell mateix havia creat, les tribus es reuniren a la Saqifa, on Úmar presentà Abu-Bakr com un candidat d'unitat per a regnar el califat. Abu-Bakr fou acceptat com a califa per totes les tribus menys els Khàzraj i el seu líder, Sad ibn Ubada, fet que provocà que la tribu fos condemnada a l'ostracisme. La tribu Khàzraj no fou un problema significatiu, ja que la seva força militar era molt inferior a la de la resta de tribus.
La creació del califat islàmic és un dels llegats més perdurables d'Úmar, i la significació que aquest té en la història és prou significativa. No obstant això, Úmar es caracteritzà per vigilar constantment la seva "creació". L'estudiós occidental Dr. Wilferd Madelung en el seu llibre La successió a Mahoma (The Succession to Muhammad) ens descriu la contribució d'Úmar:

Úmar jutjà el resultat de la reunió a la Saqifa com una falta [traduït per Madelung com 'un precipitat i poc meditat tractat'] a causa de l'absència de molts dels muhajirun prominents, incloent-hi la família del Profeta i el seu clan, la participació dels quals ell considerava vital en tota consulta legitima (xura, màxwara). Ell advertí a la comunitat que aquest pacte no havia d'assentar precedent per al futur. Tot defenent el resultat, exclamant que els musulmans havien de seguir Abu-Bakr i a ningú més. Es va disculpar, a més, tot indicant que els muhajirun presents es van veure forçats a prendre una decisió i pressionar els ansar a jurar fidelitat, ja que no haguessin esperat a una consulta legitima i haguessin escollit un dels seus abans de la sortida dels mequinesos. Una altra raó per a Úmar per censurar la reunió a Saqifa, fou el seu turbulent i indigne final, ja que ell i els seus seguidors s'abraonaren sobre el malalt Sad bin Ubada, líder dels Khàzraj, per tal d'ensenyar-li una lliçó, si no per matar-lo, per haver gosat posar en dubte el dret dels Quraix a governar. Aquest violent final de la reunió indica, a més, que no tots els ansar havien estat influïts per la saviesa i l'eloqüència del discurs Abu-Bakr i que l'acceptaren com la millor tria per a la successió, com ha estat suggerit per Caetani. No hagués tingut sentit el fet d'apallissar el cap dels Khàzraj si tothom hagués jurat fidelitat al candidat d'Úmar. Un nombre important d'ansar, presumiblement els Khàzraj en particular, degueren refusar de seguir el líder dels muhajirun.

Segons l'orientalista britànic Simon Ockley, una causa més generalitzada de rancor, però, fou trobada en un altre lloc per als primers musulmans -"molts dels quals opinaven que el dret de successió pertanyia a Alí, el fill d'Abu-Tàlib". Segons diverses fonts xiïtes i alguns estudiosos occidentals, Úmar i Abu-Bakr provaren d'emprar la força per tal de garantir la lleialtat d'Alí i els seus partidaris. Conscients de la validesa de la candidatura d'Alí al califat, amb el vistiplau dels sunnites, Úmar i Abu-Bakr muntaren, en efecte, un cop polític contra Alí a la Saqifah. S'ha indicat que Alí fou requerit pel nou règim d'Abu-Bakr per jurar-li fidelitat, fet al qual Alí es negà. Alí i els seus seguidors es reuniren a casa de Fàtima az-Zahrà, filla de Mahoma i dona d'Alí. Després de conèixer la negativa d'Alí, es diu que Abu-Bakr envià Úmar i un contingent armat per tal que, mitjançant la violència, obtinguessin la lleialtat d'Alí i els seus partidaris. Es diu que Úmar alertà els que es trobaven a la casa que, si Alí es resistia, la cremaria amb els que hi fossin a l'interior. Una versió occidental indica que en aquestes circumstàncies Alí capitulà, mentre que d'altres sostenen que Alí no ho feu, originant una batalla entre ambdues parts.
Registres sobre la crema de la casa de Fàtima es troben en la literatura de les dues sectes islàmiques. La versió "bel·ligerant" és plenament acceptada pels estudiosos xiïtes, mentre que és, generalment, repudiada pels estudiosos sunnites, els quals, segons els seus escrits, consideren que Alí acordà una aliança amb Abu-Bakr sense violència o, potser, després d'algunes protestes. Altres estudiosos sunnites creuen que Alí fou reticent a jurar fidelitat a Abu-Bakr i que no ho feu fins sis mesos més tard, quan va morir Fàtima.
Els estudiosos occidentals tendeixen a estar d'acord sobre Alí i la seva creença que tenia un mandat clar per succeir políticament Mahoma; tanmateix, ofereixen opinions diferents pel que fa a la mesura de l'ús de la força per part d'Úmar, en un intent d'intimidar Alí i els seus partidaris. Així, per exemple, el doctor Wilferd Madelung en el seu llibre La successió a Mahoma (The Succession to Muhammad) sosté que:
| «                                                     | Els informes aïllats d'ús de força contra Alí i els Banu Hàixim, els quals refusaren jurar fidelitat durant sis mesos, no haurien de ser presos en compte. Abu Bakr va ser, sens dubte, prou savi per a limitar tot acte de violència contra ells per part d'Úmar, tot tenint en compte que aquest fet hagués provocat, inevitablement, un sentiment de solidaritat de la majoria dels Abdul Mannaf, l'aquiescència dels quals necessitava. La seva política va ser, més aviat, l'aïllament dels Banu Hàixim en la mesura del possible. | » |
| — Wilferd Madelung, The Succession to Muhammad, p. 43 | |   |

Mentre que altres estudiosos, com Simon Ockley, opinen que Úmar actuà prou agressivament com per haver-se donat l'enfrontament.

## Durant el regnat d'Abu-Bakr
El curt califat d'Abu-Bakr, que durà dos anys i tres mesos (632-634), fou marcat per les guerres de la Ridda (حروب الردة). Úmar fou un dels principals consellers i secretari d'Abu-Bakr i, junt amb Khalid, fou el principal arquitecte i estrateg després del col·lapse de la rebel·lió a Aràbia.
Es creu que, donada la complicada situació a Aràbia, Úmar inicialment s'oposà a dur a terme operacions militars contra les tribus rebels, tot intentant guanyar-se'n el suport en cas d'una possible invasió per part de l'Imperi Romà o l'Imperi Persa. Posteriorment, però, sembla que es mostrà d'acord amb la política de guerra d'Abu-Bakr per tal de sufocar la rebel·lió. A finals del 632, Khalid ibn Walid, després de diverses victòries contra els rebels, aconseguí unificar Aràbia.
Posteriorment, durant el seu regnat, Úmar prengué l'opció política d'evitar guerres i consolidar el domini sobre les terres conquerides més que no pas expandir el califat mitjançant contínues campanyes militars.
Abans de la batalla de Yamamah, Úmar pressionà Abu-Bakr perquè retirés Khalid, el qual havia mort Malik ibn Nuwayrah, cap rebel. Úmar fou mal informat d'aquesta mort pel germà de Malik, que l'indicà que Malik era musulmà i que Kalid l'havia matat perquè aquest pretenia casar-se amb la dona de Malik, Layla bint al-Minhal, una famosa bellesa d'Aràbia. Abu-Bakr refusà l'opinió d'Úmar, el qual hi continuà insistint, fins i tot, després de la conquesta d'Iraq per part de Kalid.
Fou Úmar qui va aconsellar Abu-Bakr que compilés l'Alcorà en forma de llibre, després de la mort de 300 memoritzadors d'aquest en la Batalla de Yamamah.
Abu-Bakr assenyalà Úmar com a successor seu abans de la seva mort l'any 634.

### Nomenament com a califa
Per la seva estricta i autocràtica naturalesa, Úmar no era una figura popular entre els notables de Medina i els membres de la Majlis al Shura (parlament consultiu). La decisió d'Abu-Bakr de nomenar-lo successor va ser posada en dubte per diferents persones d'alt rang. No obstant això, Abu-Bakr el nomenà com a successor.
Úmar era conegut per la seva extraordinària força de voluntat, intel·ligència, astúcia política, imparcialitat, justícia i atenció que dispensava a persones pobres i desafavorides. Es diu que Abu-Bakr digué als seus consellers:
| « | El seu (d'Úmar) rigor és present a causa de la meva suavitat; quan el pes del califat caigui sobre les seves espatlles, aquestes no restaran tan estrictes. Si Déu em pregunta per què l'he nomenat successor, li respondré que he triat el millor home d'entre els homes. | » |

Abu-Bakr estava plenament convençut de la capacitat i poder del seu successor, de tal manera que la designació d'Úmar com a tal no molestà els altres. I fou, probablement, una de les més suaus transicions en terres musulmanes. Abans de la seva mort, Abu-Bakr reclamà a Uthman ibn Affan que aquest escrigués el seu testament en el qual declarés Úmar com a successor i on manava a Úmar de continuar amb les conquestes d'Iraq i Síria.

## Regnat com a califa

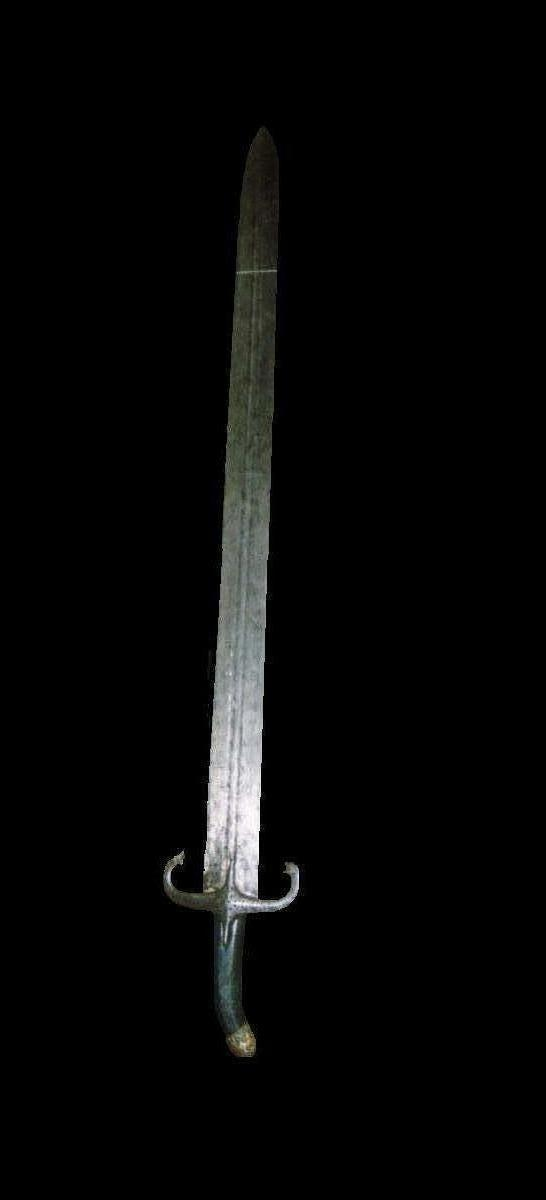
Espasa del califa Umar.

El 22 d'agost el califa Abu-Bakr morí. Aquest mateix dia Úmar assumeix oficialment el califat, i es dirigí als musulmans amb aquest discurs:
| « | Escolteu, creients! Abu Bakr ja no és entre nosaltres. Ell ha tingut la satisfacció de pilotar la nau de l'estat musulmà a port segur després de navegar en un mar tempestuós. Lliurà amb èxit les guerres apòstates, i gràcies a ell, l'islam regna ara a Aràbia. Després d'Abu Bakr, el mantell del califat ha caigut sobre les meves espatles. Juro davant Déu que mai he cobejat aquesta tasca. I desitjo transferir-la a una persona més digna que jo. Però, ara, en interès de la nació, la responsabilitat de liderar els musulmans se m'ha investit, i us asseguro que no defugiré la tasca, i faré el més seriós esforç per tal de complir les més pesades càrregues del càrrec, tot esmerçant-hi el millor de mi mateix, de conformitat amb els preceptes de l'islam. Al·là m'ha examinat per vosaltres i vosaltres a mi, en el desenvolupament dels meus deures. Cercaré la guia de les sagrades escriptures, i seguiré l'exemple marcat pel sagrat profeta i Abu Bakr. En aquesta tasca cerco el vostre ajut. Si segueixo el camí recte, seguiu-me. Si me'n desvio, corregiu-me per tal de no perdre'l. | » |

### Reptes inicials
Úmar no era una figura entranyable a Medina. No obstant això, gairebé tots els musulmans li juraren fidelitat, tot i que era més temut que no pas estimat. El primer repte que se li presentà era el de guanyar-se els membres de la Majlis al-Shura. Úmar era un orador notable, i emprà aquesta habilitat per a fer-se un forat al cor de la gent. En les pregàries de divendres, Úmar s'adreçà a la gent en aquests termes:
| « | Germans, m'han arribat notícies que la gent té por de mi... diuen que ell (Umar) ha esdevingut califa, Déu sap com serà de dur. No obstant això, qui ha dit això no va errat... sapigueu, germans, que notareu un canvi en mi. Par a aquells que practiquen la tirania i priven d'altres dels seus drets, seré dur i sever, però per a aquells que segueixen la llei, seré més suau i tendre. | » |

En una altra ocasió, digué::
| « | He estat dur i sever contra l'agressor, però seré un pilar de fortalesa per als febles. | » |

| « | No em calmaré fins que posi una galta d'un tirà a terra i l'altra sota la meva bota. I per als pobres i els indefensos, jo posaré la meva galta a terra. | » |

No hi ha definició millor de democràcia que les històriques paraules d'Úmar, sobre les quals fa fonamentar el seu regnat:
| « | Per Déu, el que és més feble entre nosaltres serà el més present als meus ulls, fins que hagi reivindicat els seus drets; el més fort serà tractat com el més feble, fins que compleixi amb la llei. | » |

Els esforços d'Úmar per millorar la vida de pobres i desafavorits, que formen el gruix de qualsevol comunitat, feu que la gent escoltés i es mogués a l'entorn dels discursos d'Úmar i la seva popularitat augmentà ràpidament i contínua durant el seu regnat.
Així mateix, Úmar, per tal d'augmentar la seva reputació i les relacions amb els Banu Hàixim, la tribu d'Alí, els cedí les terres de Khàybar. Tot i que mantingué Fidak, tal com ho feu Abu-Bakr a les guerres de la Ridda, milers de presoners de les tribus rebels i apòstates foren presos com a esclaus, Úmar ordenà una amnistia general i la seva emancipació, cosa que li feu guanyar popularitat entre les tribus. Amb el suport públic suficient, Úmar decidí, a cegues, retirar a Khalid ibn Walid el comandament del front romà d'Orient. Khalid ibn Walid era considerat un heroi, per les seves reeixides campanyes durant les guerres de la Ridda i la conquesta d'Iraq. Úmar el cessà del comandament col·locant en el seu lloc Abu-Ubayda ibn al-Jarrah, que era el seu cosí. Les relacions entre Úmar i Khalid eren tenses des de l'incident amb Malik ibn Nuwayrah; aquesta animadversió provocà el cessament de Khalid i posteriorment, el 638, Úmar el retirà del servei militar.
Aquesta decisió provocà gran enrenou entre la gent de Medina, donada la popularitat de Khalid. Malgrat la seva cessió, Khalid seguí fidel al califa i restà servint sota les ordres d'Abu-Ubayda. S'ha reportat que Khalid digué: «Si Abu-Bakr és mort i Úmar és el califa, llavors l'escoltem i l'obeïm». Úmar, posteriorment, es recriminaria aquesta decisió.
Amb el canvi de comandament, es donà una desacceleració en les operacions militars. Abu-Ubayda canvià la tàctica movent-se lentament però constant. La conquesta de Síria seguí sota el seu comandament. Així mateix, atès que Abu-Ubayda admirava Khalid, el feu comandant de la cavalleria i seguí, en gran manera, els consells que aquest li donava al llarg de tota la campanya.

## Administració política i civil
Úmar dividí el califat en diferents províncies i alguns territoris autònoms, com algunes regions de l'Azerbaidjan i Armènia, que se sotmeteren a vassallatge del califat. Les províncies eren administrades per governadors provincials (valí), la tria dels quals era feta pel mateix Úmar de manera molt curosa. Així mateix, les províncies eren dividides en districtes, i n'hi havia prop d'un centenar, cada un dels quals, i en algunes ciutats importants, eren a càrrec d'un governador, que normalment triava Úmar també, tot i que de vegades ho feren els valís provincials. Altres càrrecs de nivell provincial foren:
1. Kàtib, cap del secretariat.
2. Katib ad-diwan, secretari militar.
3. Sàhib al-kharaj, cobrador d'impostos.
4. Sàhib al-ahdath, cap de policia.
5. Sàhib Bayt al-mal, secretari del tresor.
6. Qadi, jutge degà.

Alguns districtes funcionaven com a oficines militars autònomes, ja que el valí era en molts casos el comandant en cap de l'exèrcit aquarterat a la província.
Cada nomenament era fet per escrit i en el moment del nomenament es publicava un conjunt d'instruccions que servien per a regular la conducta del valí. En assumir el càrrec, el valí s'havia de reunir en assemblea amb el poble a la mesquita principal i llegir el plec d'instruccions davant d'aquests.
Úmar deixà dites aquests instruccions generals als seus oficials:
| « | Recordeu: no us he nomenat com a comandants i tirans sobre el poble. Us envio com a líders; així doncs, la gent us ha de seguir com a exemple. Atorgueu als musulmans els seus drets i no els colpegeu fins que no caiguin en l'abús. No els elogieu massa per tal que no esdevinguin vanitosos. No els tanqueu les portes a la cara, per evitar que els poderosos es mengin els dèbils. No us comporteu com si fóssiu superiors a ells, ja que això es tirania sobre ells. | » |

Altres normes estrictes de conducta foren establertes i havien de ser obeïdes pels governadors i càrrecs del califat. Els principals càrrecs havien d'anar a la Meca per celebrar el Hajj, durant el qual la gent era lliure de presentar qualsevol queixa contra ells. Per tal de minimitzar la corrupció, Úmar decidí pagar grans salaris als diferents càrrecs. Els valís provincials rebien entre cinc i set mil dirhams anuals, i també part del botí de guerra (en el cas que fossin comandants de l'exèrcit del sector).
Úmar dividí el califat en les províncies següents:
- Aràbia: Meca i Medina
- Iraq: Bàssora i Kufa
- Al-Jazira: terres altes del Tigris i Eufrates
- Síria
- Palestina: Aylya i Ramla
- Egipte: Alt Egipte i Baix Egipte
- Pèrsia: Khorasan; Azerbaidjan i Fars

Úmar fou el primer governant a instaurar un departament especial per tal d'investigar i actuar contra els càrrecs de l'estat. Aquest departament actuava com una cort administrativa on els procediments legals eren duts personalment per Úmar. El cap d'aquest departament era Muhàmmad ibn Màslama, una de les persones de confiança d'Úmar. En casos importants, Muhàmmad ibn Màslama era substituït per Úmar, el qual es feia càrrec de la investigació i prenia part activa en el cas i algun cop es constituïa una comissió d'investigació del cas.
L'altre departament que potencià Úmar fou els serveis secrets, els agents dels quals eren escampats per tot arreu, en l'exèrcit, la burocràcia i terres enemigues. Els càrrecs públics deien que aquest era el departament més temut.

### Reformes
Úmar és considerat un dels grans genis polítics de la història; sota el seu lideratge, el califat s'expandí enormement, i començà a construir l'estructura política que mantindria unit el vast imperi. Va realitzar nombroses reformes administratives i supervisà de prop la política pública. Establí una administració molt avançada en els nous territoris conquerits, inclosa la creació de nous ministeris i burocràcies. Ordenà el cens de tots els territoris musulmans. Durant el seu regnat les ciutats (amsar) de Bàssora i Kufa foren fundades o ampliades.
El 638, expandí i renovà al-Màsjid al-Haram ('la Gran mesquita') de la Meca i al-Màsjid an-Nabawí ('la mesquita del Profeta') a Medina.
Així mateix, ordenà l'expulsió de les comunitats cristiana i jueva de Najran i Khaybar, tot permetent, a aquestes, residir a Síria i Iraq. Donà ordres per tal que aquestes comunitats fossin tractades dignament, tot atorgant-los terres equivalents en els seus nous assentaments. Úmar també prohibí als no musulmans residir a distàncies inferiors a tres jornades de la regió d'Hijaz.
Fou el primer governant a establir les forces armades com un ministeri de l'estat. Jurídicament, fundà el fiqh, la jurisprudència islàmica, I és venerat pels musulmans sunnites com un dels més grans alfaquís. Així mateix, inicià el procés de codificar la xara.
L'any 641, Úmar establí el Bayt al-mal (una institució financera) i inicià una donació monetària per als musulmans, que a l'any següent amplià, anomenat subsidi, per als pobres, desprotegits i ancians no musulmans que fossin ciutadans del califat.
L'any 639, el seu quart any com a califa i el dissetè des de l'hègira, decretà que el calendari musulmà s'havia de comptar a partir de l'any de l'hègira del profeta Mahoma de la Meca a Medina.

## Expansió militar
En general, es creu que Úmar esmerçà més esforços i recursos a consolidar el seu poder i a la seva influència política en els territoris conquerits, que no pas a persistir a conquerir-ne més. No obstant això, sota el seu regnat el califat Raixidun creixé enormement. Durant el seu regnat Síria acabà de ser conquerida, així com el llevant (de l'Orient Pròxim); Egipte, Armènia i gran part de l'Imperi Sassànida persa foren annexionats al califat. S'ha estimat que més de 4.050 ciutats foren capturades durant aquestes campanyes militars.
Abans de la seva mort, l'any 644, Úmar cessà tota expedició militar, aparentment, per tal de consolidar el seu regnat en els territoris d'Egipte i les noves terres conquerides a l'Imperi Sassànida (642-644). En el moment de la seva mort, novembre del 644, els dominis del califat s'estenien des de l'actual Líbia a l'oest al riu Indus a l'est i al riu Amudarià al nord.

## La gran fam i la gran pesta
Al 638, Aràbia patí una severa sequera que provocà una gran manca d'aliment. Les tribus beduïnes patiren en gran manera aquests fets: la gent començà a morir a causa de la fam i epidèmies. Aquesta situació provocà que centenars de milers de persones es desplacessin d'Aràbia cap a Medina. Les reserves de menjar de Medina s'esgotaven ràpidament i el menjar fou racionat. Úmar demanà ajut als valís de Síria, Palestina i Iraq; tot declarant un "estat d'emergència" a Aràbia i Medina. La ràpida actuació d'Úmar i els seus valís salvaren la vida de milers de persones; el primer valí a respondre la crida d'Úmar fou Abu-Ubayda ibn al-Jarrah, valí de Síria i cap de l'exèrcit, el qual trameté a Úmar la històrica missiva que resa: «Us estic enviant les caravanes, el final de les quals es trobarà aquí, a Síria, i l'altre extrem estarà a Medina». Es formà un consell de crisi dirigit personalment per Úmar. Milers de persones seguiren arribant des dels pobles del desert cap a Medina i foren ateses per les autoritats. Un cop ubicats, Úmar desplegà els seus funcionaris fent arribar aliments als assentaments més profunds d'Aràbia, fet que propicià, també, la supervivència de milers de persones. D'altra banda, a Medina Úmar organitzava un sopar cada nit en el qual, segons estimacions, s'hi reunien vora 100.000 persones. A principis de 639 les condicions milloraren, hi hagué precipitacions a Aràbia i la fam remeté; Úmar supervisà personalment la rehabilitació dels desplaçats, als quals se'ls dotà de racions i se'ls dispensà de pagar la zakat per aquell any i el següent.
Mentre la fam remetia a Aràbia, molts districtes de Síria i Palestina patiren la pesta. Úmar es dirigí cap a Síria i es reuní amb Abu-Ubayda ibn al-Jarrah, valí del territori, a Elat, el qual l'informà de la pesta i li demanà que retornés a Medina. Úmar intentà convèncer Abu-Ubayda que retornés amb ell, fet que aquest refusà tot indicant que no seria propi abandonar les tropes en aquesta situació tant crítica. Abu-Ubayda morí el 639 a causa de la pesta junt amb 25.000 musulmans sirians més. A finals d'aquest any, Úmar, retornà a Síria per tal de reorganitzar el poder polític i administratiu, ja que molts dels seus comandants i governadors foren víctimes d'aquesta pesta.
Úmar va ser assassinat el 4 de novembre 644 a la mesquita de Medina a mans de l'esclau persa Abu-Lulua. Li succeí Uthman I.